# PAPmusic - Animation for Fashion
PAPmusic - Animation for Fashion è un film d'animazione del 2024 scritto, diretto e prodotto da LeiKiè (pseudonimo di Roberta Galli).
Prodotto e distribuito dalla società Not Just Music, realizzato in CGI, la pellicola tratta principalmente temi di musica, design, e moda (in particolare prêt-à-porter, da cui l'acronimo "PAP").

## Trama
La nuova casa di moda PAPmusic, con sede a Milano, sta lavorando alla sua imminente collezione. All'interno dell'azienda sono tuttavia in corso delle turbolente dinamiche amorose, in particolare quella tra il direttore commerciale Lui e la stilista Lei: i due si sono infatti già incontrati, e si ritrovano ora in una spiacevole situazione.

## Produzione
LeiKiè ha dichiarato di aver cominciato a lavorare alla pellicola intorno al 2010. L'idea alla base di PAPmusic viene da una sua canzone, intitolata Baciami Ba... (pubblicata successivamente nel 2022), che parla appunto dell'incontro tra Lui e Lei, i protagonisti del film. La colonna sonora, curata da LeiKiè, comprende 98 brani originali.
La produzione ha avuto un costo totale di 4 milioni di euro. Per lo sviluppo del progetto Not Just Music ha beneficiato da parte del Ministero della cultura di un credito d'imposta di 1,5 milioni di euro nel 2021 (la richiesta è stata presentata sotto il titolo di PAPfiction) e di contributi selettivi pari a 200 000 euro nel 2023.

## Promozione
PAPmusic è stato pubblicizzato per la prima volta in occasione del Festival di Cannes 2022, con sei immagini promozionali installate lungo la Promenade de la Croisette. Nel corso del 2022 dei teaser trailer sono stati mostrati durante diversi eventi collaterali ma non connessi alla Mostra del cinema di Venezia e alla Settimana della moda di Milano.
Il film è stato presentato ufficialmente a inizio settembre 2024 a Venezia nella zona e nei giorni in cui si svolge la Mostra del cinema, ma durante un evento non collegato al festival. Il primo trailer è stato distribuito online il 1º agosto.

## Distribuzione
La società di produzione Not Just Music ha stretto due accordi con UCI Cinemas e The Space per la distribuzione del film in 160 sale cinematografiche a partire dal 26 settembre 2024.

## Accoglienza

### Incassi
Il film ha incassato, al 3 ottobre 2024, meno di 7 000 euro. Nelle settimane immediatamente successive, ha incassato circa 10 000 euro.

### Critica
La critica ha accolto molto negativamente il film. Le animazioni del film, giudicate grossolane, hanno spinto molti a paragonarlo alla serie di videogiochi The Sims e alla serie di film di Barbie.

## Sequel
Un sequel intitolato PAPmusic 2 - Il lancio di produzione è in lavorazione. Con un budget che supera i 5,5 milioni di euro, esso sarà sempre diretto e musicato da LeiKiè. Not Just Music ha ottenuto nel 2023 un tax credit di 2 milioni di euro per la produzione.